# Kitab al-Mirach
El Kitab al-Mirach (árabe: كتاب المعراج, Libro de la ascensión) es un libro islámico que narra la ascensión de Mahoma al Cielo (el Mirach), siguiendo su viaje milagroso de una noche desde La Meca a Jerusalén (el Isra). El libro está dividido en siete capítulos, y fue escrito en árabe usando la escritura nasji.
Se cree que fue escrito por Abû'l-Qâsim 'Abdalkarîm bin Hawâzin bin 'Abdalmâlik bin Talhah bin Muhammad al-Qushairî al-Nisaburî (376-465 AH) (en árabe: أبو القاسم عبد الكريم بن هوازن بن عبد الملك بن طلحة بن محمد القشيري).
En la segunda mitad del siglo XIII, el libro fue traducido al latín (como Liber Scale Machometi) y al español y poco después (en 1264) al francés antiguo.  Sus representaciones islámicas del Infierno son, según académicos como Miguel Asín y Palacios y Enrico Cerulli, una influencia importante para la obra maestra de Dante, la Comedia divina.